# Creeper (Minecraft)
Creeper là những sinh vật hư cấu từ trò chơi điện tử thế giới mở Minecraft. Chúng là những đám đông thù địch có thể gặp trong thế giới trò chơi tại bất kỳ thời điểm hoặc địa điểm nhất định nào. Thay vì tấn công người chơi theo cách truyền thống, chúng leo lên người chơi và phát nổ, phá hủy các khối ở khu vực xung quanh và có khả năng gây sát thương cho người chơi nếu họ ở trong bán kính vụ nổ. Chúng ngụy trang thành màu xanh lá cây và hành vi im lặng của chúng hỗ trợ trong các cuộc tấn công tàng hình. Creeper lần đầu tiên được thêm vào Minecraft trong bản cập nhật Alpha cho trò chơi vào ngày 31 tháng 8 năm 2009.
Creeper đã trở thành một trong những biểu tượng được công nhận rộng rãi nhất của Minecraft. Chúng đã được tham chiếu và parody lại trong văn hóa đại chúng, và chúng được giới thiệu nổi bật trong các sản phẩm và quảng cáo Minecraft.

## Đặc điểm và thiết kế
Creepers được tạo ra do lỗi mã hóa trong giai đoạn phát triển Alpha của Minecraft. Người sáng tạo Minecraft Markus "Notch" Persson đã phát triển Creeper xung quanh sự xuất hiện kỳ lạ của mô hình lợn. Persson trộn các kích thước lên, với chiều dài và chiều cao được hoán đổi. Điều này, kết hợp với việc AI nhìn vào người chơi, dẫn đến việc Creeper trở thành một đám đông thù địch. Vào ngày 1 tháng 9 năm 2009, con quái vật được đặt tên là "Creeper" và được thêm vào một trong những phiên bản Alpha của trò chơi gọi là - 0.24_SURVIVAL_TEST_03. Vào năm 2011, logo Minecraft đã được chỉnh sửa để tích hợp mặt Creeper vào chữ "A".
Màu ban đầu của Creeper là màu xanh lá cây đậm. Vào năm 2021, một cuộc điều tra tiết lộ rằng Persson chỉ đơn giản là lấy kết cấu của tán lá, một trong những khối xây dựng của Minecraft và vẽ lên đó một khuôn mặt đặc trưng. Với các bản cập nhật mới, đám đông thù địch đã nhận được một kết cấu, âm thanh và hành vi độc đáo mới. Ban đầu, Creeper tấn công người chơi trực tiếp như thây ma và chỉ phát nổ khi chúng bị giết, nhưng Notch quyết định rằng điều này là chưa đủ và biến vụ nổ thành một cuộc tấn công cơ bản của đám đông.
Trong Minecraft, người chơi được tồn tại trong một thế giới rộng lớn được tạo thành từ các hình khối. Thế giới có một số kẻ thù, trong số đó thường gặp phải những con creeper. Một con Creeper thực tế im lặng cho đến khi nó đến gần người chơi, tại thời điểm đó nó phát ra một tiếng rít yên tĩnh và phát nổ sau một khoảng thời gian ngắn. Vụ nổ giết chết creeper, có thể giết hoặc làm sát thương người chơi và cũng phá hủy các khối xung quanh.
Creeper tích điện là một biến thể của Creeper thông thường. Theo thời gian, các nhà phát triển quyết định rằng những con Creeper không đủ khó đoán và tăng sức tàn phá của các vụ nổ của chúng bằng cách để những con Creeper bị tích điện bởi một tia sét gần đó. Mob bị giết bởi những con Creeper tích điện, bao gồm cả những con Creeper khác, rơi đầu của chúng, sau đó có thể được đeo vào khe áo giáp của đầu để ngụy trang chống lại đám đông loại đó.

## Xuất hiện
Creeper ban đầu xuất hiện trong Minecraft như một đám đông thù địch thông thường, âm thầm tiếp cận người chơi và rít lên, sau đó phát nổ. Chúng xuất hiện sau đó trong các trò chơi spin-off của Minecraft như Minecraft: Story Mode, Minecraft Dungeons, và Minecraft Earth.
Ngoài Minecraft, chúng cũng xuất hiện trong Terraria, Torchlight II, Borderlands 2, Octodad: Dadliest Catch, và trong trò chơi chiến đấu chéo của Nintendo Super Smash Bros. Ultimate, nơi mà creeper đã được giới thiệu dưới dạng trang phục Mii Brawler.

## Ảnh hưởng

Một người phụ nữ đội đầu Creeper, cùng với một người khác đội đầu mô tả Steve, một trong những nhân vật người chơi mặc định trong Minecraft.

Creeper được coi là một trong những kẻ thù mang tính biểu tượng nhất của Minecraft. Khuôn mặt pixel của creeper đã được tích hợp vào chữ "A" của logo Minecraft, cũng như được sử dụng trong nhiều bộ trang phục Halloween và cosplay. Kỷ lục Guinness Thế giới Gamer's Edition đã liệt kê Creeper ở vị trí thứ mười trong danh sách "50 nhân vật phản diện trong trò chơi điện tử hàng đầu". Creeper đã được giới thiệu trong nhiều bộ Lego Minecraft và là trọng tâm chính của cả một bộ. Vào năm 2021, PC Gamer đã xếp hạng Creeper ở vị trí thứ 9 trong số "50 nhân vật mang tính biểu tượng nhất trong trò chơi PC", nói rằng "Creeper là ngôi sao của Minecraft, điều này thật mỉa mai khi không nhìn thấy hiệu quả của Creeper."
Hình ảnh creeper đã được sử dụng trên nhiều loại hàng hóa của Minecraft, bao gồm quần áo, giường và đèn. Vào tháng 7 năm 2020, sự hợp tác chung giữa Mojang Studios và Kellogg's đã dẫn đến việc công bố Minecraft Creeper Crunch, một loại ngũ cốc chính thức mang thương hiệu Minecraft nổi bật với hình con creeper trên bao bì.Nó được thiết lập để có sẵn để phát hành tại các cửa hàng ở Hoa Kỳ vào tháng 8 năm 2020. Mỗi gói còn bao gồm một mã duy nhất có thể được đổi cho một mặt hàng quần áo mỹ phẩm của Minecraft.

### Trong văn hóa đại chúng
Creeper đã là chủ đề của nhiều tài liệu tham khảo và các parody. Trong tập 25 "Luca$" của bộ phim hoạt hình sitcom The Simpsons, Moe Syszlak xuất hiện với tư cách là một con creeper và phát nổ ở cuối bài hát chủ đề "couch gag". Vào ngày 19 tháng 8 năm 2011, Jordan Maron (hay còn gọi là CaptainSparklez) phát hành bài hát "Revenge" (thường được gọi là "Creeper Aww Man"), một bản parody của "DJ Got Us Fallin 'in Love", mô tả một người chơi Minecraft đang tìm cách trả thù những con bò rừng vì đã liên tục giết chúng. Bài hát đã trở lại phổ biến như một meme trên internet vào khoảng tháng 7 năm 2019.